# Distribuição (economia)
Em economia,  distribuição se refere ao modo como se realiza a repartição da riqueza e dos bens, socialmente produzidos, entre os indivíduos e entre os diferentes segmentos de uma dada sociedade. A  distribuição física de bens se dá  nas relações de troca, isto é, na esfera da comercialização. A distribuição funcional consiste na repartição do produto  total da economia entre os vários grupos ou classes sociais e está relacionada com  a propriedade dos fatores de produção ou com o modo de partição de  cada grupo (ou classe)  no  processo produtivo.
O produto total de uma economia corresponde à soma da remuneração dos  fatores de produção (trabalho, terra e capital) na forma de salários, renda da terra (aluguéis, foros etc), juros  e  lucros. Assim, o produto total equivale à renda total.
Na teoria econômica geral e no Sistema de Contas Nacionais das Nações Unidas, cada unidade de produção corresponde a uma unidade de renda.  Um uso das contas nacionais é classificar  as  rendas dos factores de produção e medir suas respectivas partes, como no produto interno bruto.

## Usos descritivos, teóricos, científicos e em políticas públicas
A distribuição de renda pode descrever um elemento prospectivamente observável de uma economia. Tem sido usada para testar teorias tais como a teoria do capital humano e a teoria da discriminação econômica (Limas, 1993, 1971).
Na economia do bem-estar, um nível de possibilidades de produção plausível é comumente distinguido da distribuição de renda para aquelas possibilidades de produção.  Mas na teoria formal do bem-estar social,  regras para a seleção de distribuições de renda e produção plausíveis são uma forma de representar a economia normativa em um alto grau de generalidade.

## Teoria de distribuição neoclássica
Na economia neoclássica, a oferta e demanda de cada fator de produção interage no mercado dos fatores para determinar o equilíbrio da produção,  da renda e sua distribuição.
A demanda dos fatores, por sua vez, incorpora a relação de produtividade marginal daquele fator no mercado dos fatores produtivos.  A análise se aplica não só para capital e terras, mas também a distribuição de renda nos mercados de trabalho (Hicks, 1963). Numa economia perfeitamente competitiva, o equilíbrio de mercado resulta em eficiência de alocação no que tange ao mix de produção e em eficiência distributiva no mix mais barato de fatores de produção.  Em 1908, as propriedades da eficiência da competição perfeita foram mostradas por Enrico Barone como requeridas também para um uso eficiente dos recursos com um planejamento coletivista.
O modelo de crescimento neoclássico fornece uma explicação de como a distribuição de renda entre capital e trabalho é determinada em mercados competitivos no nível macroeconômico ao longo do tempo com mudanças tecnológicas e mudanças no tamanho do estoque de capitais e força de trabalho. Desenvolvimentos mais recentes da distinção entre capital humano e capital físico e entre capital social e capital pessoal tem aprofundado a análise da distribuição.

### Distribuição de quê?
- Bens
- Renda
- Riqueza

## Teorias da distribuição

### Teoria clássica da distribuição
- Economia clássica: teoria do valor

### Teoria da distribuição marxiana
- Economia marxiana: Teorias econômicas de Marx
- Valor produto

### Teoria neoclássica da distribuição
- Modelo microeconômico neoclássico de oferta e demanda no mercado de trabalho
- Função produção
- Produção, custos e formação de preços
- Teoria da produção

## Economia normativada distribuição
- Economia do bem-estar

Justiça distributiva
Justiça (economia)
Teoria da escolha social
Função do bem-estar social